# Itheum
Itheum is een kevergeslacht uit de familie van de boktorren (Cerambycidae). De wetenschappelijke naam van het geslacht werd voor het eerst geldig gepubliceerd in 1864 door Pascoe.

## Soorten
Itheum omvat de volgende soorten:
- Itheum alboscutellare Breuning, 1940
- Itheum fuscoantennale Breuning, 1943
- Itheum lineare Pascoe, 1864
- Itheum robustum Oke, 1932
- Itheum villosum Oke, 1932
- Itheum vittigerum Pascoe, 1864